# Els Camats
Els Camats va ser una colla de grallers del Vendrell, en actiu durant el segon terç del segle xix i principis del segle xx. El grup estava format per Bonaventura Mallofré i Cañís («Ventura Camat» o «el Picosa») com a primera gralla, Salvador Lleó i Borrut («Vador Titanyo») com a segona gralla i Joan Mallofré i Cañís («Ros Camat») com a gralla i timbal. Durant els últims anys s'hi va afegir com a timbaler Salvador Mallofré i Romeu («Vador Camat» o «Betum»), el fill gran del «Ventura Camat». Se sap que el 1867 en Bonaventura Mallofré i en Salvador Lleó ja tocaven junts, tot i això, no és fins nou anys més tard que en trobem la primera prova d'una actuació com els Camats. En total només hi ha tres actuacions documentades de la colla: la primera a la Festa Major de Sitges de 1876, la segona per la Festa Major del Vendrell de 1895 i l'última el 1908 com a acompanyament del Ball de Bastons jove de Sitges.
Una de les peces que es conserva de la colla és La marxa dels Camats o Llevant de taula composta d'oïda per «Ventura Camat» després de la mort del general Prim el 1870. La cançó va ser popularitzada més tard pels Romeas —on també va tocar el seu germà Joan Mallofré «Ros Camat»— i va ser enregistrada en un disc de pedra que va gravar la formació els anys trenta. El 1946, el «Ros Camat» cantaria al compositor Jaume Vidal i Vidal («Carboner») que la transcriuria i la faria arribar fins als nostres dies.